# Кампе, Иоахим Генрих
Иоа́хим Ге́нрих Ка́мпе (нем. Joachim Heinrich Campe; 29 июня 1746, Дензен — 22 октября 1818, Брауншвейг) — немецкий детский писатель, педагог и лингвист.
Изучал богословие, был домашним учителем Вильгельма и Александра Гумбольдтов, позднее учителем и директором известного Филантропинума в Дессау, позже открыл собственное учебное заведение возле Гамбурга. В своих педагогических сочинениях он проповедует трезво-практическое воспитание; особую популярность ему дал его адаптированный «Робинзон Крузо», появившийся в трёх различных обработках, из которых каждая имела свыше ста изданий, и переведённый на многие языки; усердно читались и его «Entdeckung von America» и «Theophron».
Ему принадлежат, помимо прочего, 38 томов «Детской библиотеки», частично переведённой на русский адмиралом А. С. Шишковым, и 19 томов «Merkwürdige Reisebeschreihungen». У С. Т. Аксакова Багров-внук вспоминает: «Детская библиотека», сочинение г. Кампе, переведенная с немецкого А. С. Шишковым, особенно детские песни, которые скоро выучил я наизусть, привели меня в восхищение».